# Jamaicaanse organist
De Jamaicaanse organist (Euphonia jamaica) is een zangvogel uit de familie Fringillidae (vinkachtigen).

## Verspreiding en leefgebied
De soort is endemisch op Jamaica.